# Per sempre Alfredo
Per sempre Alfredo er et italiensk éndagsløb i landevejscykling, som afholdtes første gang den 21. marts 2021. Løbet er af UCI klassificeret som 1.1 og er en del af UCI Europe Tour. Det køres i Sesto Fiorentino-området i provinsen Firenze og er til ære for den italienske cykelrytter og landstræner Alfredo Martini (1921–2014).

## Vindere
| År   | Vinder           | Toer         | Treer            |
| ---- | ---------------- | ------------ | ---------------- |
| 2021 | Matteo Moschetti | Mikel Aristi | Samuele Zambelli |
| 2022 | Marc Hirschi     | Dion Smith   | Rémy Mertz       |
| 2023 | Felix Engelhardt | Mark Stewart | Anders Foldager  |